# Reinhold Trampler
Reinhold Trampler (ur. 26 lipca 1877, zm. 21 grudnia 1964) – austriacki szermierz, srebrny medalista olimpijski.
Na igrzyskach olimpijskich w Sztokholmie w 1912 roku reprezentacja Cesarstwa Austrii w składzie: Richard Verderber, Reinhold Trampler, Otto Herschmann, Friedrich Golling, Andreas Suttner, Rudolf Cvetko i Albert Bogen zdobyła srebro w szabli drużynowej. Startował także we florecie indywidualnym, jednak odpadł w pierwszej rundzie. Były to jego jedyne starty olimpijskie.
Nie zdobył medalu mistrzostw świata.
Służył w Armii Austro-Węgier.